# XV de Araruama Futebol e Regatas
XV de Novembro Futebol e Regatas é uma agremiação esportiva da cidade de Araruama, no estado do Rio de Janeiro, fundada a 15 de novembro de 1954.

## História
Criado originalmente como Associação Esportiva XV de Novembro, contendo as cores azul e branco, após disputar durante anos os campeonatos da liga amadora de sua cidade, resolve enveredar pelo caminho do profissionalismo. Estréia em 1982 no Campeonato Estadual da Terceira Divisão de Profissionais.
Disputa a mesma divisão em 1983, 1985, 1986, 1987 e 1988. Em 1991, disputa a Segunda Divisão, antiga Terceira, visto que a verdadeira Segunda virara Módulo "B" da Primeira.
Advém um longo período de inatividade que perdura até 1996, quando disputa a Quarta Divisão de Profissionais e vence o primeiro turno. Desiste, porém, de disputar a final contra o Vera Cruz Futebol Clube, que se sagra o campeão daquele torneio.
Em 2003, abandona o campeonato da Terceira Divisão com a tabela já montada. Seus jogos são portanto anulados. Em 2005, ameaça disputar, mas por falta de recursos, não consegue levar adiante o plano.
Cede em 2006 a sua vaga de filiado na FFERJ ao Guanabara Esporte Clube, um clube-empresa formado em 2004, que em 2005 arrematara em leilão a antiga praça de esportes do Rubro Social Esporte Clube, o Mário Castanho. Muitos passaram a acreditar que o XV de Novembro se tornara o Guanabara, ou que havia mudado de nome, mas apenas cedeu o seu direito como filiado na Federação, podendo voltar ao profissionalismo quando desejar, mas tendo que requerer uma nova filiação. Muda a sua denominação para XV de Araruama Futebol e Regatas.
O estádio Aluísio Correa, mudou de nome de forma informal para Arena Esportiva Hermínio Muritano da Rocha em homenagem ao falecimento do sr. Hermínio Muzitano da Rocha, grande contribuidor do campo. 
Atualmente o estádio retorna a sua nome original.

## Estatísticas

### Participações
| Competição          | Temporadas | Melhor campanha    | Estreia | Última | P | R |
| Série B2 do Carioca | 6          | 8º colocado (1985) | 1983    | 1991   | – | – |